# گوندرسهاوزن
گوندرسهاوزن (به آلمانی: Gondershausen) یک شهر در آلمان است که در راین-هونسروک واقع شده‌است. گوندرسهاوزن ۱٬۲۷۰ نفر جمعیت دارد.